# Округ Паухатан (Вирџинија)
Паухатан (енгл. Powhatan County) је округ у америчкој савезној држави Вирџинија.

## Демографија
По попису из 2010. године број становника је 28.046, што је 5.669 (25,3%) становника више него 2000. године.
| Група             | 2000.          | 2010.          |
| Белци             | 18.117 (81,0%) | 23.231 (82,8%) |
| Афроамериканци    | 3.784 (16,9%)  | 3.822 (13,6%)  |
| Азијати           | 46 (0,2%)      | 132 (0,5%)     |
| Хиспаноамериканци | 184 (0,8%)     | 502 (1,8%)     |
| Укупно            | 22.377         | 28.046         |